# Elaeodendron kamerunense
Espèce
Synonymes
- Cassine glauca var. kamerunensis (Loes.) R.Wilczek[2]
- Cassine kamerunensis (Loes.) Govaerts[3]
- Elaeodendron glaucum kamerunense Loes.[3]
- Elaeodendron glaucum var. kamerunense Loes.[2]
- Elaeodendron kamerunense (Loes.) Villiers[2]

Statut de conservation UICN

 DD  : Données insuffisantes
Elaeodendron kamerunense (Loes.) Villiers est une espèce d'arbustes de la famille des Celastraceae.

## Description
Il peut atteindre 30 mètres de hauteur et  60 cm de diamètre.

## Habitat
C'est un arbuste qu’on trouve dans les forêts de montagnes entre 1 900 et 2 600 mètres d'altitude. Il est répandu au Cameroun, au Congo, en Éthiopie, au Soudan, au Kenya et en Angola

## Menaces
Il est menacé dans quelques sites et 50 % des arbustes ont disparu entre 2000 et 2015.

## Toxicité
Il est connu pour être extrêmement toxique. Manger les feuilles peut entraîner la mort du bétail et la diarrhée.

## Usage
Il est récolté pour une utilisation locale comme médicament et source de bois.